# Schlotheim (Adelsgeschlecht)

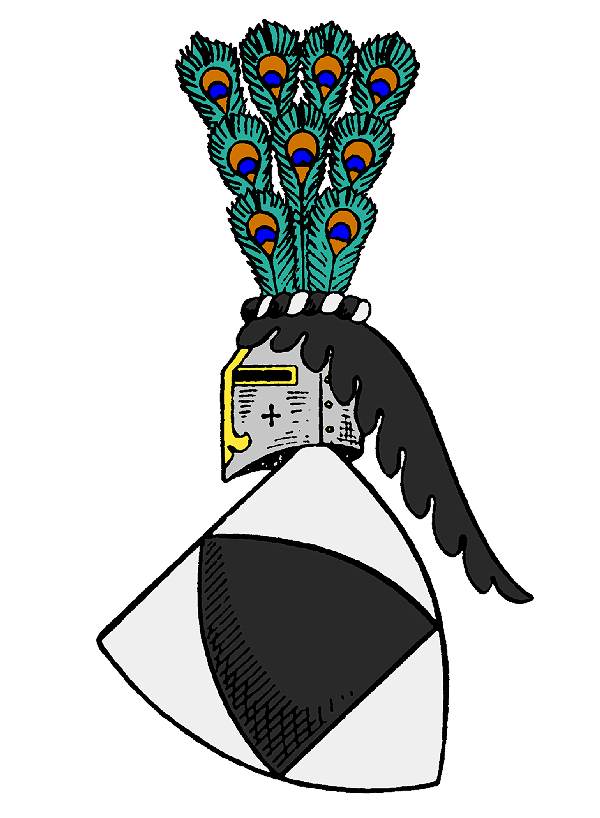
Wappen derer von Schlotheim

Schlotheim ist ein thüringisches Uradelsgeschlecht. Die Dynasten, freien Territorialherren, Erbobertruchsesse der Landgrafschaft Thüringen, Grafen, Freiherren und Herren von Schlotheim hatten ihren Stammsitz im thüringischen Schlotheim bei Mühlhausen. Sie waren vom 12. bis ins 14. Jahrhundert Erbobertruchsesse der Landgrafen von Thüringen, welche zugleich Pfalzgrafen von Sachsen waren.

## Geschichte

### Ursprung

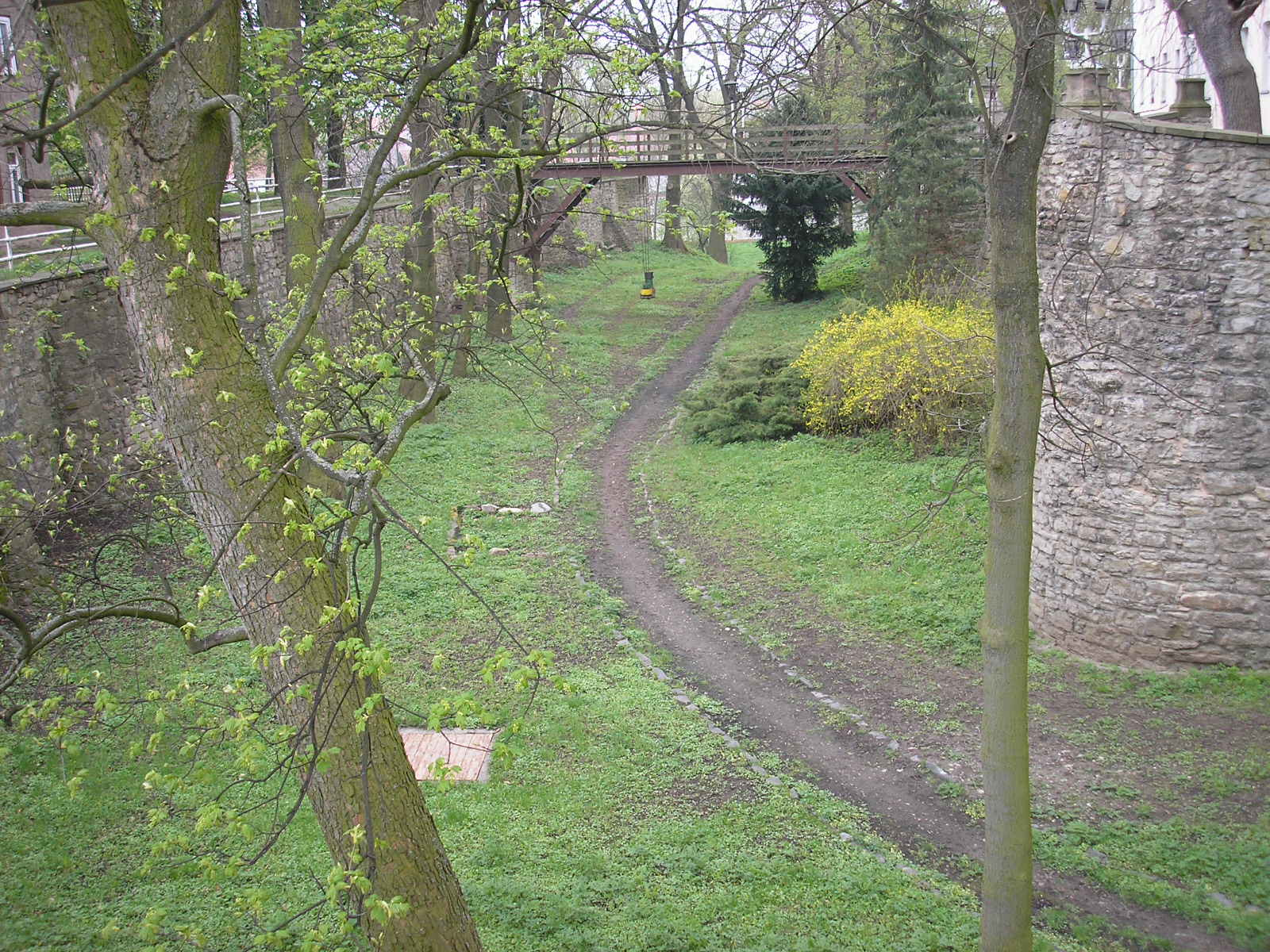
Burggraben in Schlotheim

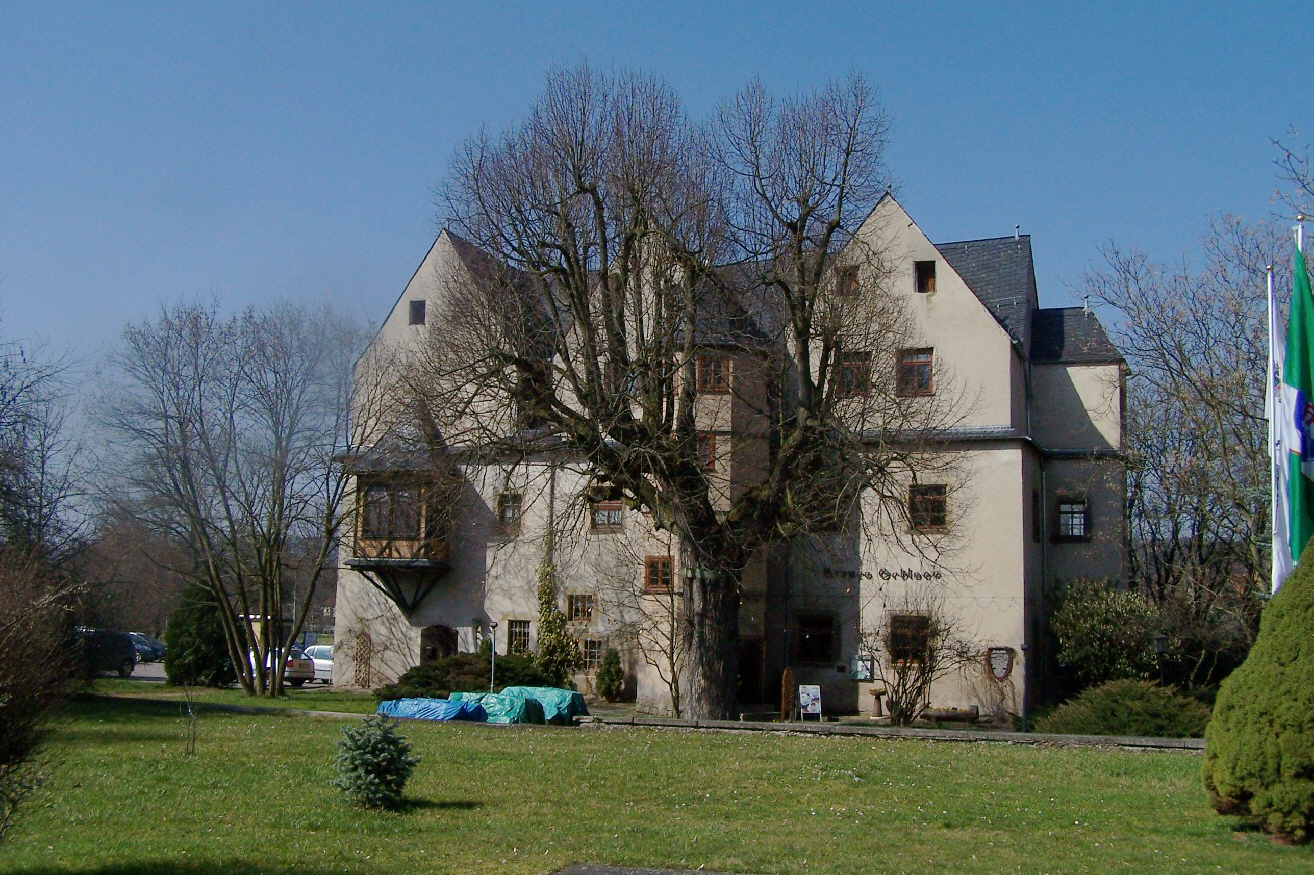
Graues Schloss in Mihla

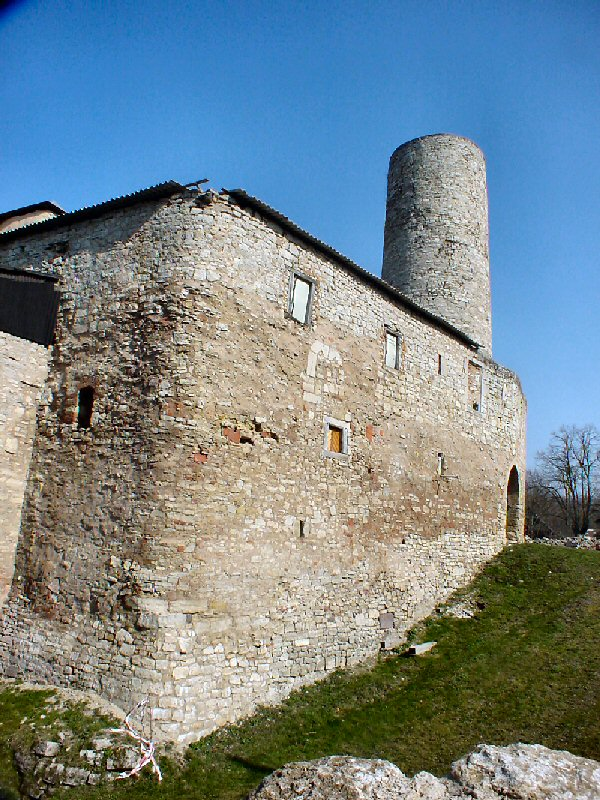
1267 urkundete der Truchseß Berthold von Schlotheim auf Burg Straußberg

Die Herren von Schlotheim waren eine urkundlich seit 1130 in Schlotheim und Mihla ansässige, begüterte, edelfreie adelige Familie, deren Ursprünge aufgrund des Zusammenhangs zwischen elbgermanischen fürstlichen Scherengräbern und der ursprünglichen Führung des Scherenwappens auf ältere warnisch-sächsische Herkunft zurückzuführen sind. An den dynastischen Auseinandersetzungen um Thüringen zwischen Franken und Sachsen waren sie seit dem frühen Mittelalter maßgeblich beteiligt.
Schlotheim, ein früherer thüringischer Königssitz, 876 erstmals urkundlich erwähnt, war 992 Gegenstand einer Schenkung von Kaiser Otto II. an seine Gemahlin Theophanu von Byzanz, die es ein Jahr später dem Kloster Fulda schenkte. 1130 wurde ein Wichmann von Schlotheim als Zeuge einer in Mainz ausgestellten Stiftungsurkunde bezüglich des auf der Reichsburg Heinrichs IV. entstandenen Klosters Volkenroda genannt. 1170 bestätigte das Kloster Fulda den Besitz Schlotheims durch das edelfreie thüringische Adelsgeschlecht, das sich auf dem Gelände dieses früheren thüringischen Königssitzes mit einer eigenen Burg niederließ (Reste sind noch im Burggraben und Schlosskeller zu finden) und sich Herren von Schlotheim nannte.
Nach dem kaiserlich geförderten Machtantritt der Grafen von Rieneck in Thüringen, der späteren Ludowinger, traten die Schlotheim in enge Beziehungen zu diesem späteren thüringischen Landgrafenhaus und erweiterten ihren Besitz und ihre Machtstellung in Thüringen. 1178 erhielten die Ludowinger Landgrafen als Machtausgleich und auch zur Bestätigung ihrer eigenen Fürstenwürde das Recht, vier Hofämter zu unterhalten, welche erblich an die Herren von Schlotheim als Truchsesse, die Herren von Fahner als Kämmerer, die Herren von Ebersberg als Marschälle und die Herren von Vargula als Schenken vergeben wurden. Von nun an nannte sich das jeweilig als Truchsess vorgesehene Mitglied aus der Familie der Herren von Schlotheim Dapifer de Slatheim. Die anderen Familienmitglieder nannten sich weiterhin nur Herren von Schlotheim und/oder Mihla, partizipierten aber an der dem höheren Adel vorbehaltenen Truchsessenwürde, mit der sie über die mächtigen Landgrafen von Thüringen in die Auseinandersetzungen der europäischen Dynastien verwickelt waren.
An der Wahl des Hermann von Salza zum Hochmeister des deutschen Ritterordens waren sie beteiligt und stellten in der Folgezeit zahlreiche Ordensritter. Zwischen 1220 und 1228 trat Hermann I., Truchsess von Schlotheim, mehrfach als enger Vertrauter des Landgrafen Ludwig IV. (1216–1228) auf, nahm mit diesem 1225 an einer Gesandtschaft zum päpstlichen Stuhl nach Rom teil und begleitete den Landgrafen 1227/1228 auf dem Kreuzzug Kaiser Friedrichs II. nach Palästina, wobei er wahrscheinlich umgekommen ist. Der Leichnam des auf dem Kreuzzug ebenfalls verstorbenen Landgrafen Ludwig IV. wurde nach Eisenach überführt und seiner Ehefrau Elisabeth der Heiligen übergeben.
Das Geschlecht der Truchsessenfamilie von Schlotheim war zur Zeit der Ludowinger Landgrafen hoch angesehen und begütert. Sie widmeten frommen Zwecken bedeutende Stiftungen und gründeten zum Beispiel das Magdalenerinnenkloster in Schlotheim. Sie hatten zeitweilig 28 ritterbürtige Vasallen, übten das Münzrecht aus und stellten 1280 einen Bischof, was in dieser Zeit ausschließlich dem Hochadel vorbehalten war.

### Abstieg und Wiederaufstieg
Mit dem Aussterben der Ludowinger in Person des bereits zum deutschen König („Pfaffenkönig“) gewählten Heinrich Raspe IV. wurde die Stellung der Truchsesse in Thüringen geschwächt. Während sie unter dem Wettiner Heinrich dem Erlauchten in der Auseinandersetzung mit Sophie von Brabant (Tochter der heiligen Elisabeth) noch maßgeblich zur territorialen Aufrechterhaltung der Landgrafschaft Thüringen in den Grenzen des heutigen Freistaats beitragen konnten, hat sie der Kampf zwischen König Adolf von Nassau, König Rudolf von Habsburg und Landgraf Albrecht (dem Entarteten) einerseits und seinen Söhnen Friedrich dem Freidigen und Diezmann andererseits wirtschaftlich fast ruiniert. Nach der Zerstörung von Burg und Stadt Schlotheim durch Adolf von Nassau 1294/1295 verließen die Herren von Schlotheim ihren Stammsitz, zogen auf die Burg Allmenhausen bei Schlotheim und waren gezwungen, zahlreiche Güter in Thüringen zu verkaufen, ohne allerdings völlig unterzugehen.

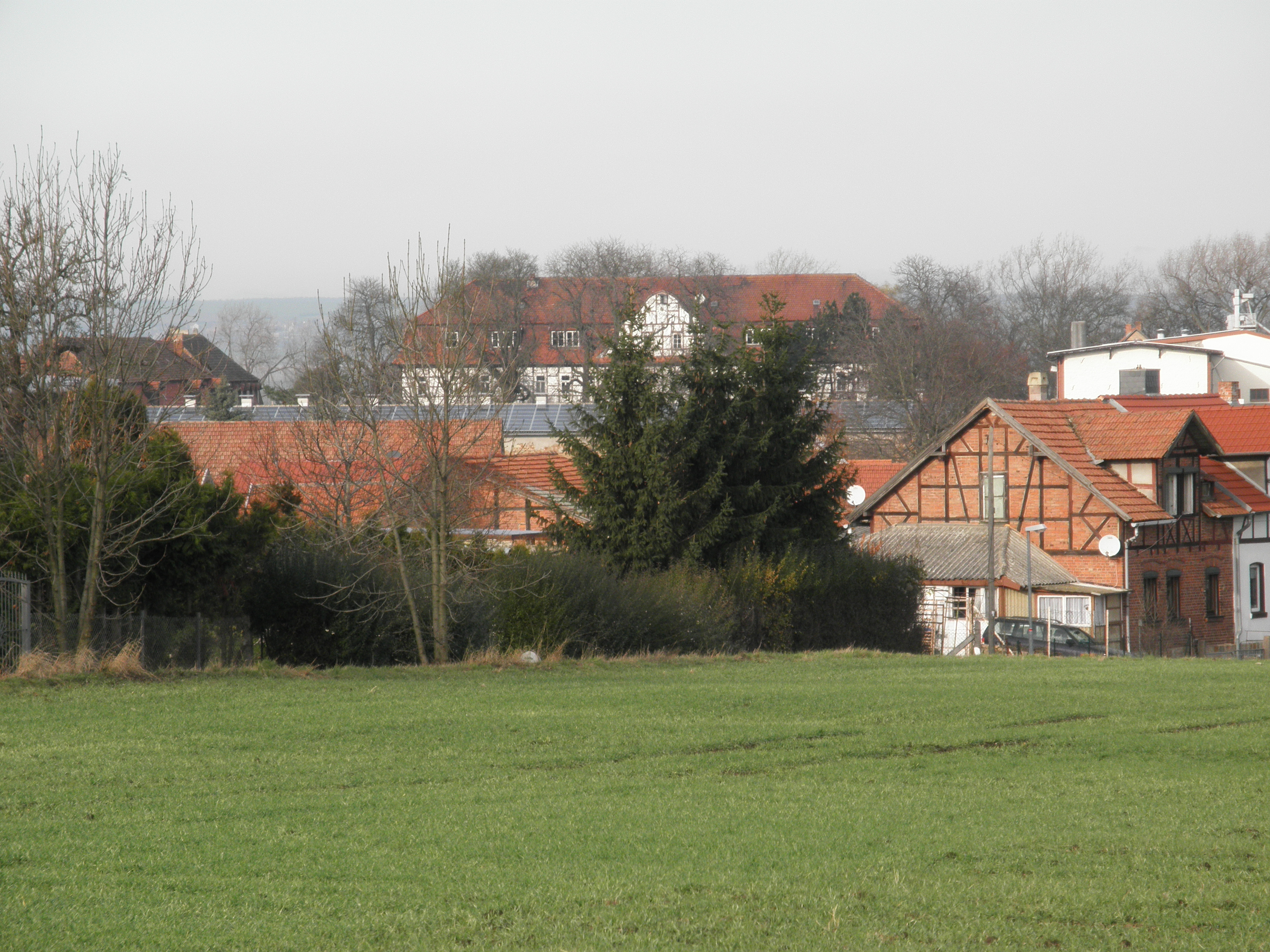
Rittergut Allmenhausen (im Hintergrund)

Die noch heute bestehende Familie der Herren und Truchsesse, späteren Freiherren von Schlotheim, hatte seit ca. 1342 bis ins 18. Jahrhundert auf Allmenhausen in Thüringen ihren Stammsitz. Nach dem Genealogischen Handbuch des Adels war der erste sicher nachweisbare Angehörige des Geschlechts, der Ritter Syffied von Slatheim, der am 16. Oktober 1359 erstmals urkundlich erschien. Die durchgehend gesicherte Stammreihe der Familie beginnt mit Kersten von Slaytheym, gräflich-schwarzburger Landvogt auf Klingen, Groß-Ballhausen und Straußfurt, der zwischen 1390 und 1426 in Urkunden genannt wurde.
Zu Beginn des 14. Jahrhunderts sind in einer Generation noch 16 männliche Mitglieder der Familie von Schlotheim auf verschiedenen Gütern und in Allodialbesitz auf Allmenhausen nachgewiesen. Die Bedeutung der Landgrafschaft Thüringen unter dem Wettiner Friedrich dem Freidigen und seinen Nachkommen und damit die Truchsessenwürde für Thüringen verblasste aber zu Gunsten der sächsischen Territorien der Wettiner und der erstarkten Grafschaften und freien Reichsstädte innerhalb Thüringens. Dies hatte zur Folge, dass die Herren von Schlotheim (geteilt in die Linien Slune und Surezzig) zunächst noch entsprechende Ämter bei den Wettiner Landgrafen innehatten. Danach aber gaben sie große Teile ihrer Besitzungen, unter anderem die Herrschaft Schlotheim, endgültig auf und wurden zeitweise Lehensleute der Grafen von Schwarzburg für Allmenhausen, bis das Haus Wettin wieder die alte Verbindung der Herren und Truchsesse von Schlotheim zur Landgrafschaft Thüringen und damit auch gegenüber den späteren Wettiner Thüringer Landgrafen anerkannte und die Lehensherrschaft unter anderem über Auleben und Uthleben erneuerte. Zahlreiche Mitglieder der Familie der Herren und späteren Freiherren von Schlotheim waren bis in die Neuzeit hohe Verwaltungsbeamte und Wissenschaftler sowie bekannte Offiziere in wettinischen, später auch in preußischen Diensten.

### Grafen und Freiherren von Schlotheim
- Anerkennungsdiplom des alten Freiherrnstandes der Familie vom 15. April 1788 vom Landgrafen Wilhelm IX. von Hessen-Kassel für die Gebrüder Gottlieb Christian und Ernst Wilhelm von Schlotheim, Söhne des General-Lieutenants und Gouverneurs von Kassel Freiherr Carl Wilhelm Salomo von Schlotheim und Brüder der Mätresse des Landgrafen, Karoline von Schlotheim, auf Grund der nachgewiesenen Abkunft von uralten freien Territorialherren, welches Diplom später, am 5. November 1812, von König Hieronymus von Westphalen anerkannt wurde.
- 1866 wurde sämtlichen Herren von Schlotheim durch königlich preußisches und königlich sächsisches Dekret der Freiherrnstand bestätigt.
- Grafendiplom vom 9. Mai 1811 für Friedrich Wilhelm von Schlotheim, k.u.k. Kämmerer und Oberst bei Fürst Schwarzenbergs Ulanen (nachmals Feldmarschall-Leutnant), in Rücksicht seiner altfreiherrlichen Abkunft und zu Belohnung seiner persönlichen Verdienste.

Auch die Anerkennungsdiplome des alten Freiherrenstandes durch den Landgrafen von Hessen vom 15. April 1788, durch Jérôme Bonaparte, den Bruder Kaiser Napoleons, als König von Westphalen vom 5. November 1812 sowie das Grafendiplom durch den Kaiser von Österreich vom 9. Mai 1811 ergingen – wie auch die preußischen Bestätigungen des Freiherrnstandes – auch auf Grund der nachgewiesenen Abkunft von uralten Territorialherren bzw. in Rücksicht auf die altfreiherrliche Abkunft der Freiherren von Schlotheim und ihrer Vergangenheit als Truchsesse der Landgrafschaft Thüringen zur Zeit der Ludowinger und später der Wettiner.

## Auszug aus dem Neuen allgemeinen deutschen Adels-Lexicon
„Schlotheim – eins der ältesten und berühmtesten thüringischen Adelsgeschlechter, welches schon 1130 in solchem Ansehen stand, dass ihm, wie frühere Historiker annahmen und wie neuerlich und jetzt mehrfach angenommen wird, Kaiser Lothar das damals so mächtige Erb-Ober-Truchsessenamt der Landgrafschaft Thüringen verlieh, um danach den Landgrafen mit größerer Macht und Herrlichkeit zu umgeben. Doch sei nicht unerwähnt, dass Forscher der Neuzeit und unter diesen auch Freiherr von Ledebur, die ehemaligen Erbtruchsesse dieses Namens, Stammesgenossen der von Hagen mit der Schafschere und der Balkentheilung, für ein anderes Geschlecht halten.
Die Familie von Schlotheim besitzt eine, in solcher Vollkommenheit wohl selten vorkommende Urkundensammlung über ihre Verhältnisse aus dem Zeitraume von 1178 bis zu dem Ausgange des 14. Jahrhunderts. Dieselbe liefert die Beweise, dass die freien Herren von Schlotheim im 12, 13. und 14. Jahrhundert Territorial-Herren und bis 1330 im Besitz der Herrschaft Schlotheim in Thüringen waren; dass sie im 12. Jahrhundert sich Grafen von Schlotheim nannten; dass während des Zeitraums von 1244 bis zum Ausgang des 13. Jahrhunderts achtundzwanzig namhaft gemachte, thüringische ritterbürtige Geschlechter, von denen manche noch jetzt blühen, ihre Vasallen waren; dass schon seit 1242 sehr häufig in ausgedehnter Weise das Siegelrecht und das Recht für Andere Urkunden auszustellen ausübten und dass sie 1290 das Münzrecht mit den sonstigen Regalien und 1293 auch die Hohe Gerichtsbarkeit besassen. Die Herren von Schlotheim sich seit 1288 und später häufig von Gottes Gnaden Herren in Schlotheim schrieben und ihnen auch von anderer Seite die nur dem hohen Adel zukommenden Prädicate beigelegt wurden. Die Erbobertruchsesse gehörten zu den treuesten Anhängern Friedrichs und Diezmanns in den langjährigen Kriegen, welche diese mit ihrem Vater, Albrecht dem Entarteten, führten, doch wurde während der Fehden die Herrschaft Schlotheim mit den Schlössern so oft von den Feinden verwüstet, dass die Besitzer aus den Reihen der Territorial-Herren ausscheiden mussten: sie verkauften 1330 die Herrschaft Schlotheim an die Grafen von Hohnstein.
Die Erbtruchsesse von Schlotheim gehörten auch nach dieser Wendung des Glücks noch fünf Jahrhunderte hindurch zu den begütertsten und angesehensten Geschlechtern Thüringens. Sie besassen die Güter Allmenhausen, Kutzleben, Stuffert, Westerengel, Straussfurth, Tennstedt, Heringen, Stedten (Stöten), Auleben, Uthleben und Bollenhausen und lebten, nach dem Manuscripte des von Lingen und nach Valentin König, immer in einem Mittelstande zwischen den Grafen und dem niederen Adel. Eine Urkunde von 1454 nennt noch damals Glieder des Geschlechts, neben den Grafen von Schwarzburg, Stolberg, Mansfeld, Beichlingen und Hohnstein ‚echte und rechte Freischöppen Thüringens‘.“

## Wappen
Das Stammwappen (ältestes erhaltenes Siegel aus dem Jahr 1359) zeigt in Silber einen gestürzten schwarzen Schild. Auf dem Helm mit schwarz-silbernen Helmdecken ein natürlicher Pfauenwedel.
Das Wappen der weißen Linie zeigt in Silber eine dreizinnige schwarze Burgmauer. Auf dem Helm mit schwarz-silbernen Decken ein natürlicher Pfauenwedel.
Die ursprüngliche Verwendung des Truchsessenwappens (zwei schwarze Schafscheren auf goldenen Grund) (siehe auch elbgermanische/warnische Scherengräber bis 500 n. Chr.) wurde später durch andere Wappenformen ergänzt bzw. ersetzt. Als Wappen verwendet wird heute auf Silber ein blaues oder schwarzes Herzschild, schwarz oder blau mit silbernem Rand, das an die Truchsessenschüssel oder eine im Frühmittelalter bestehende sächsische Herzogswürde erinnern soll.

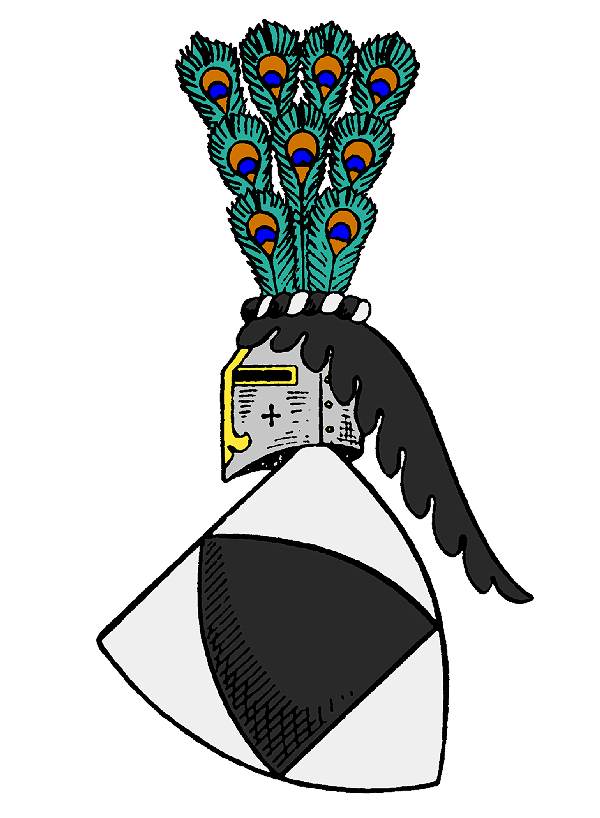
Stammwappen im Genealogischen Handbuch des Adels
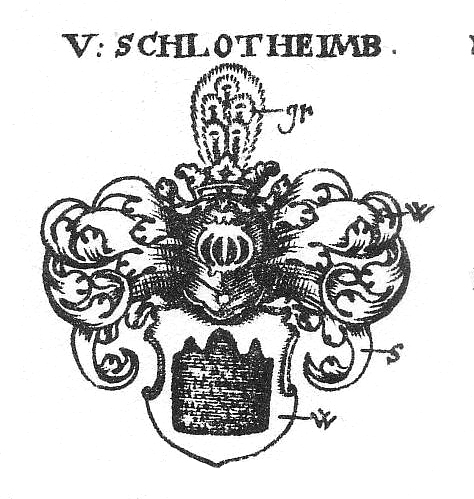
Wappen in Siebmachers Wappenbuch (1605)
Wappen im Wappenbuch des westfälischen Adels

## Das Prägen eigener Münzen
Die Herren von Schlotheim prägten nachweislich Münzen mit ihrem Wappen. So befinden sich im Münzkabinett der Staatlichen Museen zu Berlin Münzen aus dem Jahr 1250 der Herren von Schlotheim mit der Abbildung ihres alten Schafscherenwappens auf einem Schild, getragen von einem gekrönten Reiter mit Fahne und dem Reichsapfel. Am 1. Juni 1290 bezeugt Albert Landgraf von Thüringen den zwischen den Herren von Schlotheim und dem Rathe von Mühlhausen abgeschlossenen Vergleich, wonach sich erstere verpflichten, auf ihre Münzen keinen kaiserlichen Adler, keine Königskrone und kein sogenanntes Mühleisen zu setzen. Auf der Seite der Herren von Schlotheim werden in der Urkunde genannt: Günther, Anno, Heino, Friedrich und Günther und Kunemund.

## Vorkommen in der Sage, in der Mythologie, im Roman und im Theater
- In der Deutschen Mythologie des Juristen und Literaturwissenschaftlers Jakob Grimm von 1835 wird im Ersten Kapitel der Erbtruchsess von Schlotheim gegenüber dem späteren thüringischen wettinischen Landgrafen, als Erbe der Ludowinger, folgendermaßen zitiert, indem Schlotheim gegen einen Erbanspruch Sophie von Brabants auf Thüringen sich wendet und damit erreicht und das Verdienst daran trägt, dass der heute thüringische Teil der Landgrafschaft Thüringen erhalten blieb und nicht zum Hause Brabant bzw. damit zu Hessen kam: „der erbtruchsess von Schlotheim soll gesagt haben: wäret ihr mit einem fuß im himmel und dem andern auf der Wartburg, ihr würdet eher jenen als diesen wegziehen können.“[8] Beide heutigen Bundesländer, Thüringen und Hessen, führen trotz der Landesteilung bis heute das Wappen der ludowingischen Landgrafen von Thüringen als Wappen (den Bunten Löwen), deren Truchsesse die Herren von Schlotheim waren.
- Im Deutschen Sagenbuch von Ludwig Bechstein aus dem Jahr 1853 findet sich die ausführlichste Darstellung der Sage unter dem Titel Sophias Handschuh: „Als Landgraf Ludwig auf der Fahrt zum Heiligen Lande gestorben, die heilige Elisabeth mit ihren Kindern durch ihren Schwager Heinrich Raspe schmachvoll von der Wartburg vertrieben war, dem dafür auch kein Segen blühte, denn er blieb von drei Gemahlinnen erbenlos, und als auch er dahin war, da erhob sich um das Thüringer- und Hessenland ein großes Streiten. Die älteste Tochter der heiligen Elisabeth, Sophia, hatte sich einem Herzog von Brabant vermählt, hatte von diesem einen Sohn, war aber schon Witwe; die machte gerechten Anspruch für ihren jungen Sohn an ihr Muttererbe. Aber eine Schwester des heiligen Ludwig und Heinrich Raspes, Jutta, hatte zum Gemahl Heinrich den Erlauchten, Markgrafen von Meißen, der hatte bereits für sich und seine Erben Besitz vom Thüringerlande genommen. Sophia zog in das Hessenland und gewann sich mächtigen Anhang; zudem war die kaiserlose Zeit, in der es gar wild durcheinander ging, zumal in Thüringen. Da wurde zu Eisenach ein Tag der Vergleichung anberaumt, auf dem erschienen Heinrich und Sophia in Person und waren beiderseits zur Einigung dahin geneigt, daß der künftige Kaiser den Streit entscheiden solle, ob der Sohn der Tochter oder der Sohn der Schwester des Thüringer Landgrafen mehr Anrecht an das Erbe habe: da sprachen der Marschall Helwig von Schlotheim und einige andere thüringische Edle zu Markgraf Heinrich dem Erlauchten: Herr, verheißet nicht zuviel! Stündet Ihr mit einem Fuße im Himmel und mit dem andern auf der Wartburg, so müßtet Ihr den aus dem Himmel ziehen und auch zu dem auf der Wartburg setzen. Da zog sich Heinrich zurück, die Sache zu bedenken, und hinterdrein beschwur er auf eine Rippe der heiligen Elisabeth nebst zwanzig Eideshelfern sein Recht auf Thüringen. Da weinte die Herzogin von Brabant Tränen des Zorns, zog ihren Handschuh aus und schleuderte ihn hoch in die Luft empor und schrie: Nimm hin, du Feind aller Gerechtigkeit, dich, Teufel, meine ich, nimm diesen Handschuh, und die falschen Ratgeber alle dazu! Und der Handschuh fiel nicht wieder aus der Luft herunter, und von jenen Räten und Eideshelfern soll keiner eines guten Todes gestorben sein, darum, daß sie das heilige Gebein entweiht und einen solchen Eid geschworen hatten. Und nun entbrannte ein heilloser Krieg, der ganz Thüringen verdarb. Einmal wollte die Herzogin von Brabant wieder nach Eisenach hinein, das Tor ward ihr aber nicht aufgetan, da nahm sie eine Spaltaxt und hieb in das Georgentor ein paar solche Kimmen in das Eichenholz, daß man sie noch nach zweihundert Jahren sah. In diesem Kriege zerstörte Markgraf Heinrich den Mittelstein, die alte schöne Burg der Frankensteiner, und auch andere Burgen um die Wartburg her und ließ einen treuen rechtskundigen Rat, genannt Heinrich Velsbach, der ihm hartnäckig entgegen war, und den er in seine Gewalt bekam, mittelst eines großen Wurfgeschosses durch die Luft hinab nach Eisenach schleudern. Als dieser Mann von der Blide aufflog, schrie er noch vernehmlich, daß es alle hörten: Thüringen gehört doch dem Kinde von Brabant! Neun Jahre lang dauerte der Krieg, und endlich erfolgte dennoch, wozu man ohne Krieg sich hätte einigen können, die Teilung des Landes in Thüringen und Hessen, welches letztere Hermann, der Sohn Sophias, das Kind von Brabant, zugeteilt bekam, und wurde also der erste Landgraf von Hessen und aller Hessenfürsten erster Ahnherr. Heinrich der Erlauchte aber hatte mehrere Söhne, da behielt er für sich und seinen jüngern Sohn Dietrich die Markgrafschaft Meißen und gab seinem ältesten Sohn Albrecht die Landgrafschaft Thüringen.“[9]
- Eine andere gleich lautende Schilderung der Geschichte findet sich wiederum im Buch Deutsche Sagen der Gebrüder Grimm aus dem Jahr 1816 in der Sage Frau Sophiens Handschuh: „Als Sophia mit ihrem dreijährigen Sohn aus Brabant nach Hessen kam, zog sie gen Eisenach und hielt eine Sprache mit Heinrich, Markgraf von Meißen, daß er ihr das Land Hessen wieder herausgäbe. Da antwortete der Fürst: »Gern, allerliebste Base, meine getreue Hand soll dir und deinem Sohne unbeschlossen sein.« Wie er so im Reden stund, kam sein Marschall Helwig von Schlotheim und sein Bruder Hermann, zogen ihn zurück und sprachen: »Herr, was wollt Ihr tun? Und wäre es möglich, daß Ihr einen Fuß im Himmel hättet und den andern zu Wartburg: viel eher solltet Ihr den aus dem Himmel ziehen und zu dem auf Wartburg setzen!« Also kehrte sich der Fürst wieder zu Sophien und sprach: »Liebe Base, ich muß mich in diesen Dingen bedenken und Rat meiner Getreuen haben«, schied also von ihr, ohne ihrem Recht zu willfahren. Da ward die Landgräfin betrübt, weinte bitterlich und zog den Handschuh von ihrer Hand und rief: »O du Feind aller Gerechtigkeit, ich meine dich, Teufel! Nimm hin den Handschuh mit den falschen Ratgebern!« warf ihn in die Luft. Da wurde der Handschuh weggeführt und nimmermehr gesehen. Auch sollen diese Räte hernachmals keines guten Todes gestorben sein.“[10]
- In dem Ritteroman Das Turnier zu Nordhausen im Jahre 1263 von Carl-Gottlob Cramer von 1795 gibt es eine Romanfigur Thilo von Schlotheim.[11]
- Ehrenfried Springsguth veröffentlichte 1887 seinen Roman Littegarde von Schlotheim – Eine wahre Geschichte zur Erbauung aus der mittleren Zeit mit der titelgebenden Hauptfigur Littegarde von Schlotheim.[12]
- Das als Theaterstück geschriebene Stück Die Waffenruhe in Thüringen aus dem Jahre 1802 des Theater-Schriftstellers des Alt-Wiener Volkstheaters Karl Friedrich Hensler beinhaltet ebenfalls einen Thilo von Schlotheim, Burgherr in Schlotheim, als eine seiner Hauptpersonen.[13]
- Friedrich Lienhard lässt den Landgrafen Ludwig von Thüringen auf der Wartburg in seinem Drama Die Heilige Elisabeth von 1906 folgende Worte vor der Ausfahrt in den Kreuzzug zu seinen Getreuen (unter ihnen der Truchseß Hermann von Schlotheim) sprechen: „Dank! Dank euch allen! Graf von Brandenburg, Graf Meinhard von Mühlberg, Hartmann von Heldrungen, Graf Heinrich Stolberg, Truchseß Hermann von Schlotheim, Dietrich von Seebach – all ihr guten Namen, Wer will euch nennen, die ihr heute tapfer Die Ausfahrt wagt? – Ihr steht in Gottes Chronik! Doch du, mein Volk, besorge nicht, daß ich Dich unbedacht verlasse! Sorglich hab' ich Dein Wohl bedacht. Der Kaiser und die Kirche Rufen den Herrn der Wartburg – er gehorcht.(Auf Heinrich Raspe weisend) Mein Bruder Heinrich wird, solang ich fern bin, Der Herr der Wartburg sein, dem ihr euch fügt. (Er winkt Raspe, der näherkommt) Schwöre mir, Heinrich, wie die Ritter schworen! Schwöre, daß du mein Anvertrautes treulich Behüten willst: mein Land, mein Haus, mein Weib Und diese Kinder, die uns Gott gegeben!“[14]
- Im Roman von Paul Schreckenbach von 1912 Um die Wartburg treten ein Friedrich von Schlotheim mit seinem Bruder als Getreue Friedrich des Freidigen, des Markgrafen von Meißen, des Landgrafen von Thüringen und Enkels (in mütterlicher Linie) Kaiser Friedrich des II. von Hohenstaufen auf.[15]
- Ein Gunther Truchsess von Schlotheim fand als Romanfigur Einzug in den Roman Blut und Silber von Sabine Ebert aus dem Jahre 2009.[16]
- Die Mühlhäuser Schriftstellerin und Ärztin Yvonne Bauer lässt in ihrem 2016 veröffentlichten historischen Roman Marienglut: Historischer Mühlhausen-Roman Band 2 den Truchsess der Landgrafschaft Thüringen Berthold von Schlotheim, einen Kunemund von Mihla als Bruder des Truchsessen Berthold von Schlotheim, einen Wetzel von Mihla als Sohn des Kunmund von Mihla, Gunter Surezzig von Schlotheim als Sohn des Truchsessen Berthold von Schlotheim sowie Adelheid von Schlotheim als Frau des Gunter auftreten.[17]

## Persönlichkeiten
- Truchsess Berto von Schlotheim, gilt als Stammvater des Geschlechts und war Erbrtruchsess der Landgrafschaft Thüringen.[18] Im Jahre 1191 findet er ein letztes Mal Erwähnung gemeinsam mit seinen Söhnen Kunemund und Günther in einer Urkunde Landgraf Herrmanns I. von Thüringen und Pfalzgrafen von Sachsen aus ludowingischen Hause als dessen Zeuge.[19][20]
- Truchsess Günther I. von Schlotheim, Erbtruchsess der Landgrafschaft Thüringen unter Landgraf Ludwig III. von Thüringen aus dem ludowingischen Hause.[21] Er tritt erstmals urkundlich 1190 als Dapifer Guntherus in Erscheinung in einem Diplom Landgraf Hermanns I. von Thüringen und Pfalzgraf von Sachsen aus ludowingischen Hause.[22] Im Jahr 1220 übt er noch eine Funktion als Zeuge für den Landgrafen aus.[23]
- Truchsess Günther II. von Schlotheim, Erbtruchsess der Landgrafschaft Thüringen.[24] Truchsess Günther von Schlotheim (* vor 1244; gest. um 1277), Sohn von Truchsess Herrmann von Schlotheim und Mechthild von Wartburg, war verheiratet mit Adelheid aus dem Hause der Dynasten von Tannroda, Tochter des Konrad von Tannroda und der Kunigunde von Kranichfeld aus dem käfernburgischen bzw. schwarzburgischen gräflichen Dynastenhaus der Sizzonen.[25]
- Herrmann von Schlotheim, Erbtruchsess von Thüringen, im April 1227 im Gefolge Landgraf Ludwigs von Thüringen aus dem ludowingischen Hause im Kreuzzeug nach Palästina[26] und siegelt 1244 gemeinsam mit Landgraf Heinrich Raspe.[27]
- Ludolf von Schlotheim-Mila (1280–1285), Bischof; siehe Bischof von Naumburg
- Karl Wilhelm von Schlotheim (1718–1783), Hessen-kasselscher Generalleutnant
- Carl Christian von Schlotheim (1739–1804), schwarzburgischer Amtshauptmann und Rittergutsbesitzer
- Ernst Friedrich von Schlotheim (1764–1832), Geologe und Paläontologe, herzoglich sachsen-coburg-gothaischer Oberhofmarschall, Mitglied des Illuminatenordens
- Ernst Wilhelm von Schlotheim (1764–1845), Königlich-Westphälischer Generalmajor und Kommandant von Kassel
- Karoline von Schlotheim (1766–1847), spätere Gräfin Hessenstein, dem Landgrafen und späteren Kurfürsten Wilhelm IX./I. von Hessen-Kassel zur linken Hand angetraut
- Carl von Schlotheim (1796–1869), Regierungsbeamter und Abgeordneter, Schwiegersohn von Jerome I., König von Westphalen
- Melanie von Schlotheim (1803–1876), Gräfin von Wietersheim, uneheliche Tochter des Jérôme Bonaparte
- Jérôme Napoléon Freiherr von Schlotheim (1809–1882), preußischer Landrat vom Landkreis Wreschen (1838–1845), Landkreis Bomst (1846–1851), Landkreis Teltow (1851–1852) und Landkreis Randow (1852–1855) sowie Mitglied der Frankfurter Nationalversammlung und Regierungspräsident
- Ludwig von Schlotheim (1818–1889), preußischer General der Kavallerie
- Thilo von Schlotheim, * Uthleben 24. Januar 1826; † 14. März 1897, Freiherr, Rittergutsbesitzer in Uthleben bei Nordhausen, preußischer Oberst, über seine Mutter Ferdinande Schneidewind ein direkter Nachfahre des Juristen, Lutherziehsohns und Rektors der Universität Wittenberg Johann Schneidewinds, verheiratet mit Marie Schneidewind, die ebenfalls eine direkte Nachfahrin Johann Schneidewinds war.[28][29]
- Ernst-Hartmann von Schlotheim (1914–1952), deutscher Fechtsportler

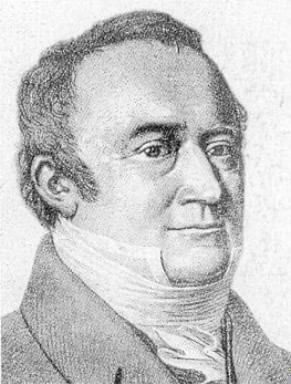
Ernst Friedrich von Schlotheim (1764–1832), Geologe und Paläontologe
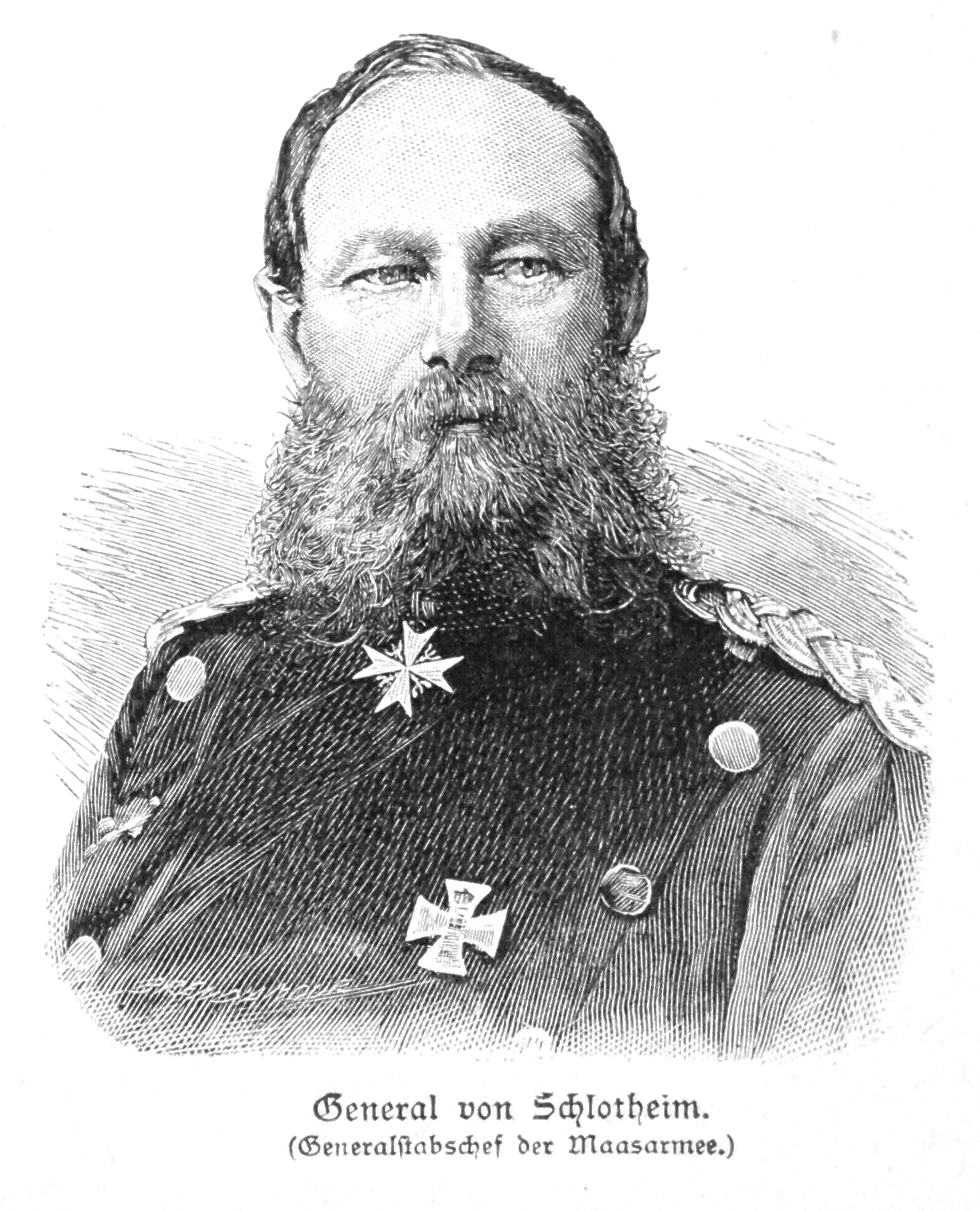
Ludwig von Schlotheim (1818–1889), preußischer General
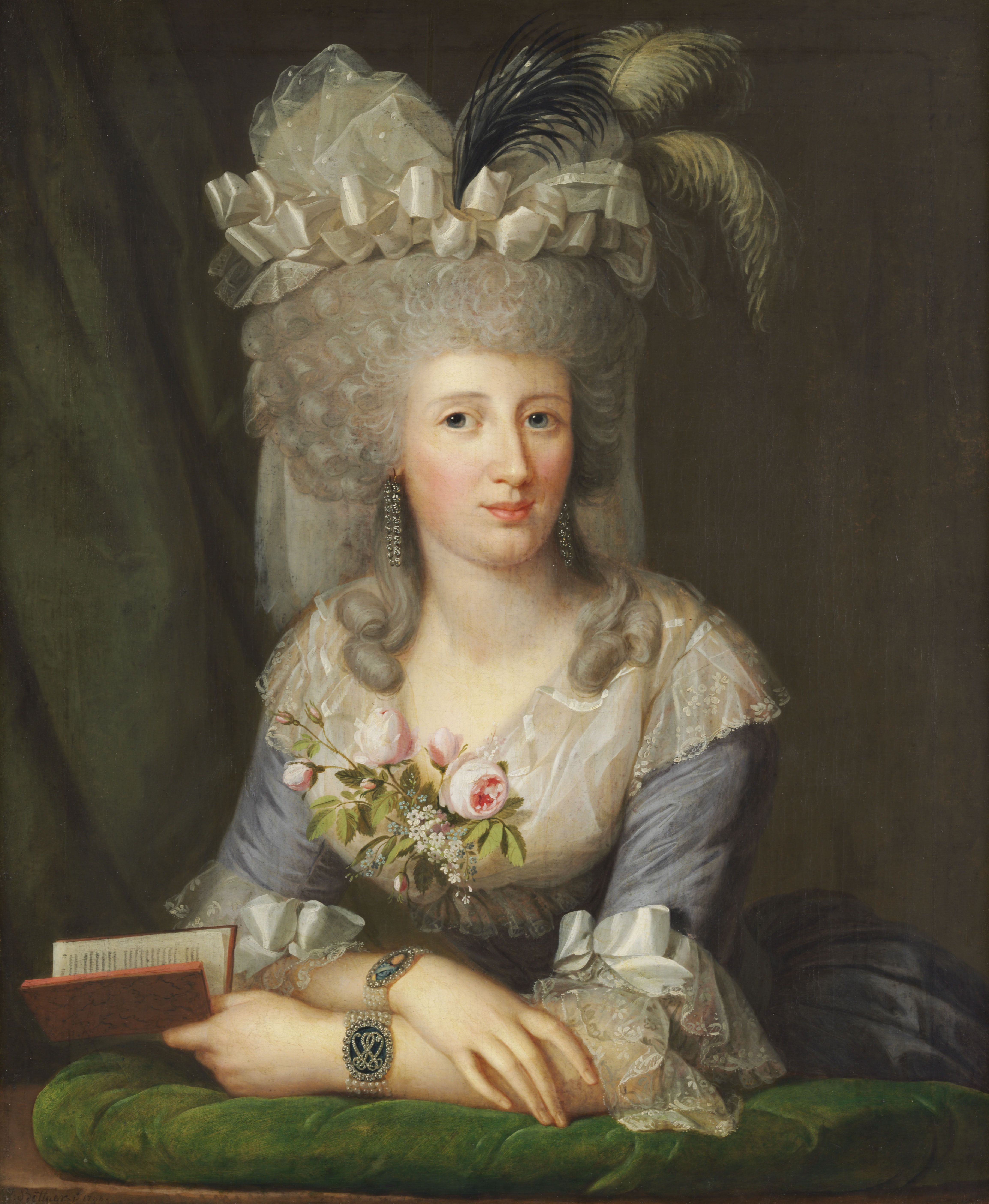
Karoline von Schlotheim (1766–1847), ab 1811 Gräfin von Hessenstein

### Sekundärliteratur
- Johannes Rogalla von Bieberstein: Adelsherrschaft und Adelskultur in Deutschland. 3. Auflage, in: Aus dem Deutschen Adelsarchiv; Band 14, C. A. Starke, Limburg an der Lahn 1998. ISBN 978-3-96528-044-1.
- Reinhardt Butz, Herrschaft und Macht – Grundkomponenten eines Hofmodels? Überlegungen zur Funktion und zur Wirkungsweise früher Fürstenhöfe am Beispiel der Landgrafen von Thüringen aus dem ludowingischen Haus, in: Literatur und Macht im Mittelalterlichen Thüringen; Hrsg. Ernst Hellgardt, Stephan Müler und Peter Strohschneider, Böhlau Verlag, Köln, Weimar, Wien 2002.
- Gerhard Mildenberger, Hans Patze: Schlotheim. In: Hans Patze, Peter Aufgebauer (Hrsg.): Handbuch der historischen Stätten Deutschlands. Band 9: Thüringen (= Kröners Taschenausgabe. Band 313). 2., verbesserte und ergänzte Auflage. Kröner, Stuttgart 1989, ISBN 3-520-31302-2.
- Numismatische Zeitung, Nr. 10, Weißensee in Thüringen, Jg. 10, Dezember 1843, S. 201 u. 202.
- Hans Patze: Die Entstehung der Landesherrschaft in Thüringen, Teil 1, Böhlau, Köln/ Graz 1962 S. 328–332. DNB
- Stammbaum der Familie Schneidewind, erstellt von Gerhard Hund
- Wilfried Warsitzka: Die Thüringer Landgrafen, Verlag Dr. Bussert & Stadeler, Jena 2003. ISBN 3-932906-22-5.